# Forsthof (Schwabach)
Forsthof (fränkisch: Foaschdhuf) ist ein Gemeindeteil der kreisfreien Stadt Schwabach (Mittelfranken, Bayern). Forsthof liegt in der Gemarkung Schwabach.

## Geographische Lage
Forsthof bildet mit Uigenau im Westen und mit Schwabach im Norden eine geschlossene Siedlung. Unmittelbar südöstlich verläuft die Bundesautobahn 6, dahinter liegt das Waldgebiet „Maisenlach“.

## Geschichte
Im 13. Jahrhundert bestand der Ort wahrscheinlich aus einem Ganzhof. 1410 wurde er als „Forsthoff“ im Urbar der Burggrafschaft Nürnberg erstmals urkundlich erwähnt. Zu dieser Zeit gab es dort nur ein Gut. In der Nachfolge der Burggrafen kam der Ort an das Fürstentum Ansbach. In den Salbüchern von 1434, 1530 und 1623 wurde jeweils nur ein Hof verzeichnet. 1732 gehörte laut den Oberamtsbeschreibungen von Johann Georg Vetter der Ort zur Realgemeinde Uigenau. In Forsthof gab es drei Anwesen (ein Halbhof, zwei Gütlein), die alle dem Kastenamt Schwabach unterstanden.
Auch gegen Ende des 18. Jahrhunderts gab es in Forsthof drei Anwesen (1 Viertelhof mit Zapfenwirtschaft, 1 Gütlein, 1 Leerhaus). Das Hochgericht übte das brandenburg-ansbachische Oberamt Schwabach aus. Alle Anwesen hatten das Kastenamt Schwabach als Grundherrn. Unter der preußischen Verwaltung (1792–1806) des Fürstentums Ansbach erhielt der Forsthof die Hausnummern 11 bis 13 des Ortes Uigenau. 1800 gab es im Ort weiterhin 3 Anwesen.
Im Rahmen des Gemeindeedikts wurde 1808 Forsthof dem Steuerdistrikt Kammerstein und der 1818 gebildeten Ruralgemeinde Kammerstein zugeordnet. Am 15. November 1924 wurde Forsthof nach Schwabach umgegliedert.

## Einwohnerentwicklung
| Jahr      | 001818 | 001840 | 001861 | 001871 | 001885 | 001900 | 001925 | 001950 | 001961 | 001970 | 001987 | 002019 | 002020 |
| Einwohner | 29     | 33     | 50     | 33     | 63     | 58     | *      | *      | *      | 729    | 619    | 4800   | 4794   |
| Häuser    | 5      | 8      |        |        | 15     | 9      | *      | *      | *      |        | 170    |        |        |
| Quelle    | [ 15 ] | [ 16 ] | [ 17 ] | [ 18 ] | [ 19 ] | [ 20 ] | [ 12 ] | [ 21 ] | [ 22 ] | [ 23 ] | [ 24 ] | [ 25 ] | [ 1 ]  |

## Religion
Der Ort ist seit der Reformation evangelisch-lutherisch geprägt und bis heute in die Stadtkirche St. Johannes und St. Martin (Schwabach) gepfarrt. Die Katholiken sind nach St. Sebald (Schwabach) gepfarrt.